# Podalyria calyptrata
Podalyria calyptrata (tiếng địa phương Keurtjie hay Water blossom pea) là một loài trong họ Fabaceae. Loài này phân bố ở Western Cape, Nam Phi.

## Hình ảnh

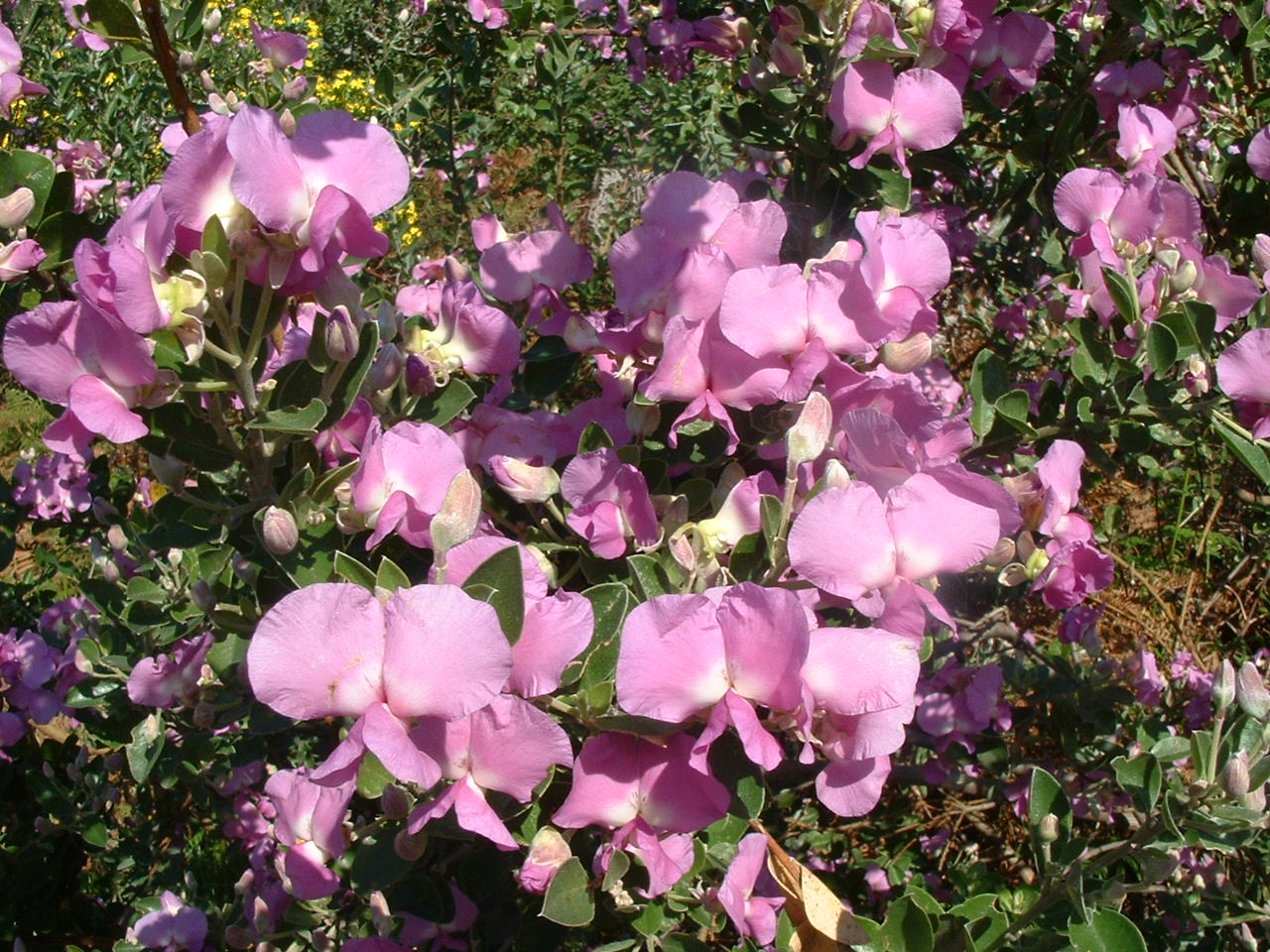
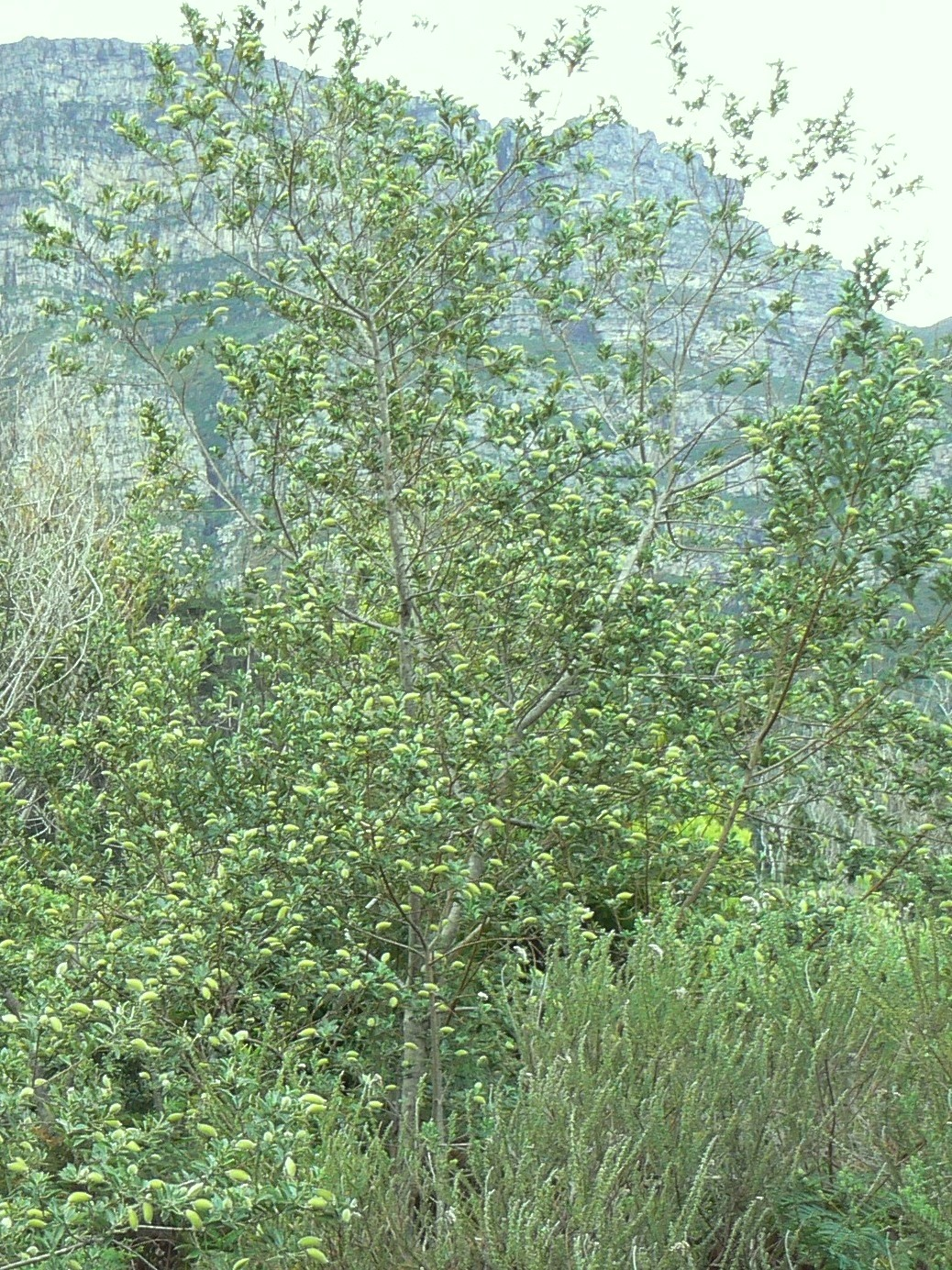
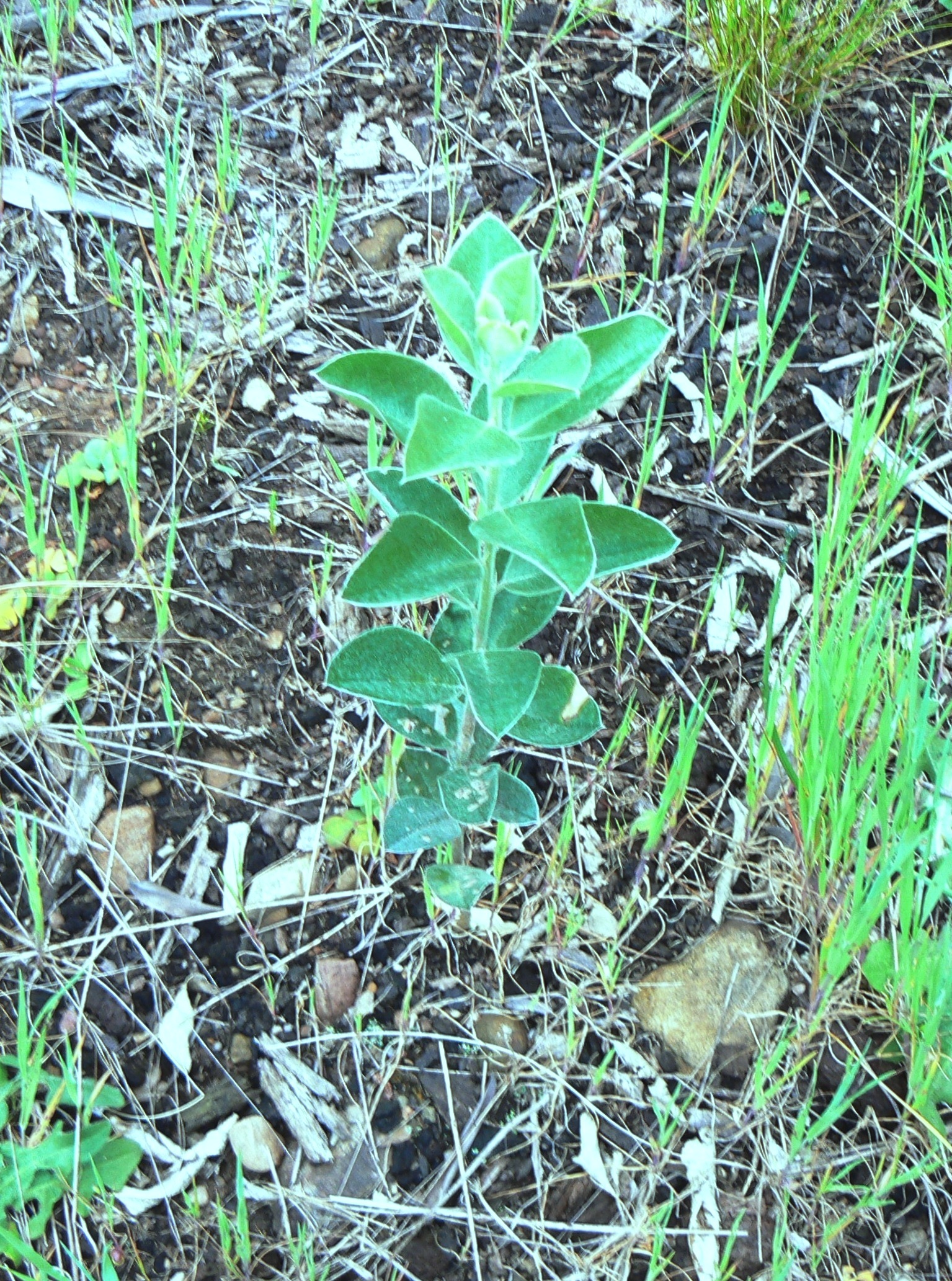
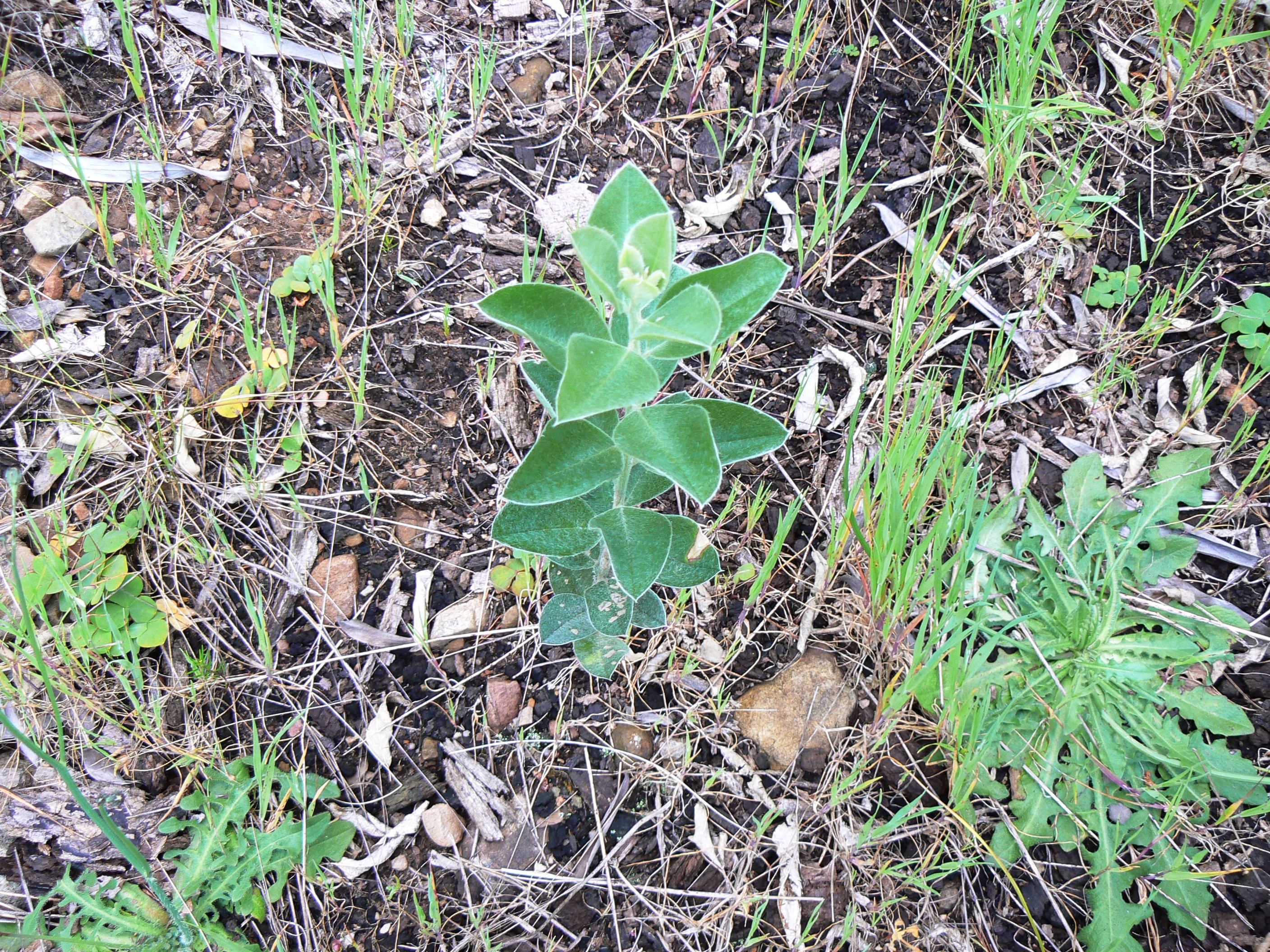